# Elecciones estatales de Alagoas de 2018
Las elecciones estatales de Alagoas de 2018 se realizaron el 7 de octubre, como parte de las elecciones generales en Brasil. Los alagoanos aptos para votar eligieron a sus representantes en la siguiente proporción: nueve diputados federales, dos senadores y veintisiete diputados estatales. De acuerdo con la legislación electoral, en el caso de que ninguno de los candidatos a cargos de gobernador alcanza más del 50% de los votos válidos, una segunda vuelta se realizará el 28 de octubre, la cual no fue necesaria.

## Candidatos

### Candidatos a gobernador
Cinco candidatos disputaron el gobierno Alagoano:
| #? | #? | Candidato (a) a Gobernador (a) | Candidato (a) a Gobernador (a) | Candidato (a) a Vicegobernador (a) | Candidato (a) a Vicegobernador (a) | Coalición/Partidos |
| -- | -- | ------------------------------ | ------------------------------ | ---------------------------------- | ---------------------------------- | --- |
|    | 15 | Renan Filho                    | MDB                            | Luciano Barbosa                    | MDB                                | Avanza más Alagoas Avança mais Alagoas MDB, PT, PTB, PDT, PODE, PPS, PR, PCdoB, DEM, PHS, PV, AVANTE, PSD, PRTB, DC, PRP, PMB, PMN |
|    | 17 | Josan Leite                    | PSL                            | Sérgio Simões                      | PSL                                | Cambia Alagoas de Verdad Muda Alagoas de verdade PSL, PATRI, SD, NOVO, PPL                                                         |
|    | 90 | Pinto de Luna                  | PROS                           | Jorge VI                           | PSDB                               | Alagoas con el pueblo Alagoas com o povo PROS, PSDB, PTC, PP, PSB, PSC, PRB                                                        |
|    | 50 | Basile Christopoulos           | PSOL                           | Danúbia Barbosa                    | PSOL                               | Reconstruir Alagoas PSOL, PCB |
|    | 29 | Melquezedeque Farias           | PCO                            | Élcio Lins                         | PCO                                | PCO (Sin coalición) |

### Candidatos al Senado Federal
Nueve candidatos disputaron las dos escaños para la representación de Alagoas en el Senado Federal:
| #? | #?  | Candidato (a) a Senador | Candidato (a) a Senador | Pacto                   | Partidos                                                                                    |
| -- | --- | ----------------------- | ----------------------- | ----------------------- | ------------------------------------------------------------------------------------------- |
|    | 456 | Rodrigo Cunha           | PSDB                    | Alagoas com o povo      | PROS, PSDB, PTC, PP, PSB, PSC, PRB                                                          |
|    | 111 | Benedito de Lira        | PP                      | Alagoas com o povo      | PROS, PSDB, PTC, PP, PSB, PSC, PRB                                                          |
|    | 151 | Renan Calheiros         | MDB                     | Avança mais Alagoas     | MDB, PT, PTB, PDT, PODE, PPS, PR, PCdoB, DEM, PHS, PV, AVANTE, PSD, PRTB, DC, PRP, PMB, PMN |
|    | 222 | Mauricio Quintella      | PR                      | Avança mais Alagoas     | MDB, PT, PTB, PDT, PODE, PPS, PR, PCdoB, DEM, PHS, PV, AVANTE, PSD, PRTB, DC, PRP, PMB, PMN |
|    | 177 | Flávio Moreno           | PSL                     | Muda Alagoas de verdade | PSL, PATRI, SD, NOVO, PPL                                                                   |
|    | 511 | Sérgio Cabral           | PATRI                   | Muda Alagoas de verdade | PSL, PATRI, SD, NOVO, PPL                                                                   |
|    | 500 | Cícero Albuquerque      | PSOL                    | Reconstruir Alagoas     | PSOL, PCB                                                                                   |
|    | 210 | Osvaldo Maciel          | PCB                     | Reconstruir Alagoas     | PSOL, PCB                                                                                   |
|    | 290 | Flávia Melo             | PCO                     | Sin pacto               | PCO (Sin coalición)                                                                         |

## Resultados
Los candidatos electos se registran en la página del Tribunal Superior Eleitoral de Brasil.

### Gobernador
| Candidato            | Pacto                   | Partido | Votos     | %     | Resultado  |
| -------------------- | ----------------------- | ------- | --------- | ----- | ---------- |
| Renan Filho          | Avança mais Alagoas     | MDB     | 1 001 053 | 77,30 | Gobernador |
| Josan Leite          | Muda Alagoas de verdade | PSL     | 143 208   | 11,06 |            |
| Pinto de Luna        | Alagoas com o povo      | PROS    | 94 653    | 7,31  |            |
| Basile Christopoulos | Reconstruir Alagoas     | PSOL    | 56 169    | 4,34  |            |
| Melquezedeque Farias | Sin pacto               | PCO     | 2858      | 0,26  |            |

### Senadores
| Candidato          | Pacto                   | Partido | Votos   | %     | Resultado |
| ------------------ | ----------------------- | ------- | ------- | ----- | --------- |
| Rodrigo Cunha      | Alagoas com o povo      | PSDB    | 895 738 | 34,42 | Senador   |
| Renan Calheiros    | Avança mais Alagoas     | MDB     | 621 562 | 23,76 | Senador   |
| Mauricio Quintella | Avança mais Alagoas     | PR      | 494 027 | 18,98 |           |
| Benedito de Lira   | Alagoas com o povo      | PP      | 364 316 | 14,00 |           |
| Flávio Moreno      | Muda Alagoas de verdade | PSL     | 142 757 | 5,49  |           |
| Cícero Albuquerque | Reconstruir Alagoas     | PSOL    | 57 747  | 2,22  |           |
| Osvaldo Maciel     | Reconstruir Alagoas     | PCB     | 14 785  | 0,57  |           |
| Sérgio Cabral      | Muda Alagoas de verdade | PATRI   | 11 552  | 0,44  |           |
| Flávia Melo        | Sin pacto               | PCO     | 2735    | 0,12  |           |

### Diputados federales
A continuación los diputados federales electos por el Estado de Alagoas.
| Candidato            | Pacto               | Partido | Votos   | %     | Nacimiento | Estado     |
| -------------------- | ------------------- | ------- | ------- | ----- | ---------- | ---------- |
| João Henrique Caldas | Alagoas com o Povo  | PSB     | 178 645 | 12,25 | Maceió     | Alagoas    |
| Arthur Lira          | Alagoas com o povo  | PP      | 143 858 | 9,86  | Maceió     | Alagoas    |
| Marx Beltrão         | Avança mais Alagoas | PSD     | 139 458 | 9,56  | Maceió     | Alagoas    |
| Sérgio Toledo        | Avança mais Alagoas | PR      | 98 201  | 6,73  | Maceió     | Alagoas    |
| Nivaldo Albuquerque  | Avança mais Alagoas | PTB     | 84 956  | 5,82  | Maceió     | Alagoas    |
| Isnaldo Bulhões      | Avança mais Alagoas | MDB     | 71 847  | 4,93  | Maceió     | Alagoas    |
| Severino Pessôa      | Alagoas com o povo  | PRB     | 70 413  | 4,83  | Arapiraca  | Alagoas    |
| Paulo Fernando       | Avança mais Alagoas | PT      | 60 900  | 4,18  | Recife     | Pernambuco |
| Tereza Nelma         | Alagoas com o povo  | PSDB    | 44 207  | 3,03  | Arapiraca  | Alagoas    |

### Diputados estatales
A continuación los diputados estatales electos por el Estado de Alagoas.
| Candidato           | Pacto                   | Partido | Votos  | %    | Nacimiento               | Estado    |
| ------------------- | ----------------------- | ------- | ------ | ---- | ------------------------ | --------- |
| Jo Pereira          | Avança mais Alagoas     | MDB     | 53 707 | 3,59 | Penedo                   | Alagoas   |
| Ricardo Nezinho     | Avança mais Alagoas     | MDB     | 43 961 | 2,94 | Arapiraca                | Alagoas   |
| Olavo Calheiros     | Avança mais Alagoas     | MDB     | 40 466 | 2,71 | Murici                   | Alagoas   |
| Marcelo Victor      | Muda Alagoas de verdade | SD      | 39 422 | 2,64 | Maceió                   | Alagoas   |
| Davi Davino         | Alagoas com o Povo      | PP      | 39 342 | 2,63 | Maceió                   | Alagoas   |
| Antonio Albuquerque | Avança mais Alagoas     | PTB     | 38 556 | 2,58 | Limoeiro de Anadia       | Alagoas   |
| Paulo Dantas        | Avança mais Alagoas     | MDB     | 38 397 | 2,57 | Maceió                   | Alagoas   |
| Cibele Moura        | Alagoas com o Povo      | PSDB    | 37 824 | 2,53 | Maceió                   | Alagoas   |
| Fátima Canuto       | Círculo Democrático     | PRTB    | 37 151 | 2,48 | Maceió                   | Alagoas   |
| Yvan Beltrão        | Avança mais Alagoas     | PSD     | 34 403 | 2,30 | Maceió                   | Alagoas   |
| Jairzinho Lira      | Círculo Democrático     | PRTB    | 32 165 | 2,15 | Maceió                   | Alagoas   |
| Cabo Bebeto         | Muda Alagoas de verdade | PSL     | 31 573 | 2,11 | Maceió                   | Alagoas   |
| Gilvan Barros       | Avança mais Alagoas     | PSD     | 31 316 | 2,09 | Girau do Ponciano        | Alagoas   |
| Galba Novaes        | Avança mais Alagoas     | MDB     | 30 481 | 2,04 | Maceió                   | Alagoas   |
| Flávia Cavalcante   | Círculo Democrático     | PRTB    | 29 561 | 1,98 | Maceió                   | Alagoas   |
| Marcos Barbosa      | Círculo Democrático     | PPS     | 29 079 | 1,94 | Maceió                   | Alagoas   |
| Marcelo Beltrão     | Avança mais Alagoas     | MDB     | 28 434 | 1,90 | Santos                   | São Paulo |
| Bruno Toledo        | Alagoas com o Povo      | PROS    | 28 431 | 1,90 | Cajueiro                 | Alagoas   |
| Inácio Loiola       | Avança Alagoas          | PDT     | 27 828 | 1,86 | Canindé de São Francisco | Sergipe   |
| Leo Loureiro        | Alagoas com o Povo      | PP      | 27 130 | 1,81 | Maceió                   | Alagoas   |
| Angela Garrote      | Alagoas com o Povo      | PP      | 26 845 | 1,79 | Feira Grande             | Alagoas   |
| Breno Albuquerque   | Círculo Democrático     | PRTB    | 26 355 | 1,76 | Arapiraca                | Alagoas   |
| Francisco Tenório   | Avança Alagoas          | PMN     | 25 432 | 1,70 | Chã Preta                | Alagoas   |
| Tarcizo Freire      | Alagoas com o Povo      | PP      | 24 709 | 1,65 | Arapiraca                | Alagoas   |
| Dudu Ronalsa        | Alagoas com o Povo      | PSDB    | 24 095 | 1,61 | Maceió                   | Alagoas   |
| Dudu Ronalsa        | Alagoas com o Povo      | DEM     | 23 748 | 1,59 | Maceió                   | Alagoas   |
| Silvio Camelo       | Alagoas que o Povo Quer | PV      | 15 594 | 1,04 | Maceió                   | Alagoas   |